# 一式十糎自走砲
一式十糎自走砲 ホニII（いっしきじゅうせんちじそうほう -）は、第二次世界大戦時初期の大日本帝国陸軍の自走砲。1944年(昭和19年)に対戦車自走砲に転用された。

## 概要

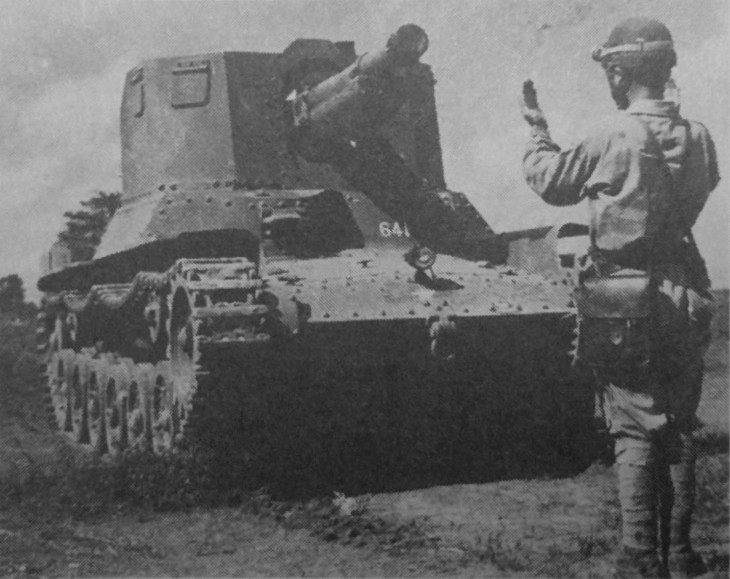
一式十糎自走砲 ホニII

ホニII（ホニII車）は、1941年（昭和16年）3月31日から研究が開始され、翌1942年（昭和17年）2月に九一式十糎榴弾砲をベースとする試作砲が完成した。製作は大阪陸軍造兵廠である。試作砲は発射試験を実施、砲架と托架が弱く、補強しなければならなかった。同年3月に補強を済ませ射撃試験を行ったが、一号装薬・増強装薬使用時に活塞桿室と活塞桿（駐退機にある、後座・復座のために滑動する、ピストンロッドと先端部）に不具合があり、改修。つづいて九七式中戦車 チハ（チハ車）の車体に搭載し400kmの運行試験を行った。運行中、砲と防盾を支持する小架に動揺が大きく、補強が必要と指摘された。後の試験でも砲が揺れ動いたと指摘されている（砲が揺れ動くとギアが痛み、正確な射撃が難しくなる）が、運動性と弾道性は良好だった。砲撃には二号装薬と九一式榴弾を用いた。
1942年6月に新設計の揺架を用いた結果、機能は良好だったため8月には一号装薬での試験を行い、若干の修正点はあるものの実用に達した。本車は同年に一式十糎自走砲として制式化された。1943年（昭和18年）には極低温時の作動確認のため、満州のハイラル付近で191kmを運行、92発の射撃試験を行っている。このときには-25度の寒さで駐退液の粘度が増したため、小架が破損した。運行は良好であった。
主砲は、高低射界（仰俯角）-15度～+25度、方向射界は左右22度、後座長590～620mm、最大射程9,000mであり、15.76kgの弾丸を初速454m/sで発射した。砲弾搭載量は16発である。車体床に九一式尖鋭弾16発を搭載し、薬筒は4発入りの薬筒箱を4つ車内に収めた。予備弾薬箱を車体後部上面に積載することもあった。九七式中戦車で車体前面に装備されていた九七式車載重機関銃は廃止されている。搭載砲と装甲厚の外は、一式七糎半自走砲 ホニI（ホニI）とほとんど同じであり、こちらはホニIIとして区別された。本車は装備する九一式十糎榴弾砲の初速が低いため、対戦車戦闘を考慮した砲戦車として、その運用法が議論されたホニⅠとは異なり、対戦車戦闘は行わず元来の自走砲として運用される想定であった。しかし、昭和19年になると対戦車戦闘が第一の任務に切り替わることになる。同時期各国の自走砲の例に漏れず、戦闘室の上部構造物はオープントップ式で上面と背面の装甲は無い。装甲厚は砲両脇の防盾前面と車体前面で25mmにとどまり、ホニIが防盾前面に25mm、車体前面に16mmの増加装甲を施し最大50mmとなっていたのと異なる。
量産開始は遅れ、1943年11月以降にホニIと合わせて138門（資料によって124門、または55門）が生産されている。本土決戦に備えた昭和20年度火砲調達計画には170門の予定だった。
1944年（昭和19年）11月8日、フィリピン防衛戦のため、陸軍大臣は戦車第四師団から、自走砲大隊要員（資材）を南方軍に転属するよう伝達し、独立自走砲大隊が編成された。同大隊編成基準は本部と四個中隊で、二個中隊はホニIを各四門、二個中隊はホニIIを各四門編成であった。
自走砲大隊は日本海軍の軽巡洋艦「八十島」と、二等輸送艦3隻に分乗し、11月13日に佐世保を出発した。
11月25日、ルソン島サンタクルーズ湾で第38任務部隊の正規空母などから飛来した艦上機に襲撃され、同湾にいた重巡「熊野」や警戒艦「長運丸」と共に、全隻撃沈された。輸送艦と共に自走砲は全て海没し、輸送艦3隻に乗艦していた人員は全滅、旗艦乗艦中の隊員も生存者は少数で、合計20名余であった。車輌と装備を失った隊員は、マニラ方面の戦いで歩兵として扱われた。
これとは別にホニI 4両が戦車第2師団の機動砲兵第2連隊の第1大隊第2中隊に配備されていた。機動砲兵第2連隊は10月上旬にルソン島サンフェルナンドへ進出できた。機動砲兵第2連隊は戦力を有したまま、アメリカ軍と交戦している。

## 装甲貫徹能力
本車が搭載する九一式十糎榴弾砲の装甲貫徹能力であるが、徹甲弾の場合、鋼板貫通限界厚は射距離1,500m/63mm、1,000m/70mm、500m/76mm、100m/83mmであった。また、1945年（昭和20年）8月のアメリカ旧陸軍省の情報資料によれば、鹵獲した九一式十糎榴弾砲の装甲貫徹能力の数値は一式徹甲弾を使用し、弾着角90度で命中した場合は射距離750yd（約685.8m）/2.7in（約69mm）、500yd（約457.2m）/2.8in（約71mm）、250yd（約228.6m）/2.95in（約75mm）となっている。
三式穿甲榴弾（タ弾）の場合は射距離1,000m/120mm、500m/80mmの装甲を貫通した(推定値の可能性ある)。
1944年（昭和19年）7月に作成された『対戦車戦闘の参考』では、本砲の成形炸薬弾は110㎜の垂直装甲板を100％貫通でき、敵の中戦車および軽戦車に効果ありとしている。また、M4中戦車に対して榴弾を使用した射撃を行った場合、直撃弾であっても十分な効果がないとされ、随伴歩兵の掃討や切り離しに用いることが推奨されていた

### 注
1. ↑  17年度から19年度までに70門以上製造されたとも推定される。
2. ↑  部隊記録で「佐世保軍港に於て大型上陸船艇に積込完了（旗艦として駆逐艦松島約千トン）」と記述するが[5]、松島は明治時代の海防艦（32センチ砲搭載）で、駆逐艦ではない。1908年に松島が台湾で爆沈したあと、この艦名は継承されていない。
3. ↑  部隊記録では「大型特殊上陸舟艇（排水量1000トン）113号、114号、116号」となっている[5]。
4. ↑  日本海軍の記録では、第113号輸送艦、第142号輸送艦、第161号輸送艦[7]。
5. ↑  八、機動砲兵第二聯隊[9]（中略）第一大隊の第二中隊が自走砲で同大隊第一中隊と第三中隊は九〇式野砲（牽引砲）、第二大隊と第三大隊は10.5センチ榴弾砲（牽引）であった。〔 註、自走砲とはキャタピラ（無限軌道車）を以て自分で行進出来る火砲のこと 〕[9]。
6. ↑  また建武集団（長、第1挺進集団長）隷下に仮編自走砲中隊が編制されているが[11]、同部隊はヒ85船団の「青葉山丸」が輸送した自走砲中隊を再編したもので[12]、四式十五糎自走砲を装備していた[13]。